# Potamogeton richardii
Potamogeton richardii là một loài thực vật có hoa trong họ Potamogetonaceae. Loài này được Solms miêu tả khoa học đầu tiên năm 1867.